# Schwarzlose M.08

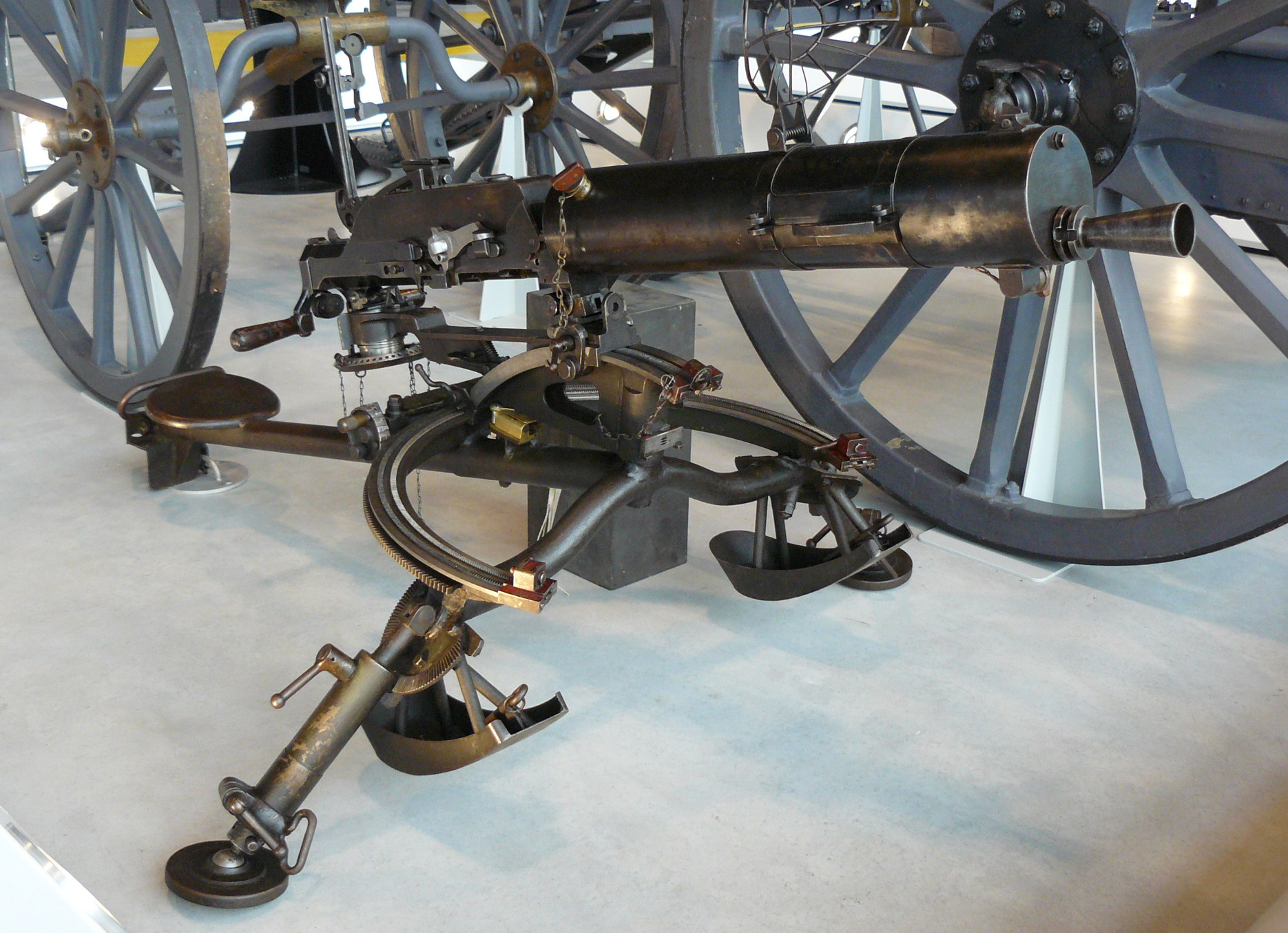
Nederlands Schwarzlose machinegeweer. Gezien in Nationaal Militair Museum

De Schwarzlose M.08 was een Nederlands machinegeweer ontworpen door Andreas Wilhelm Schwarzlose. Schwarzlose kreeg octrooi op zijn machinegeweer in 1900 en begon vanaf toen met een productie in zijn eigen kleine fabriek te Berlijn. Later werden de mitrailleurs geproduceerd door de Österreichische Waffenfabriks Gesellschaft in Steyr.

## Gebruik
In 1900 riep de Nederlandse Landmacht de Commissie Mitrailleurs in het leven, die de taak kreeg om geschikte mitrailleurs aan te schaffen voor het leger. In 1906 werd er kennisgemaakt met de Schwarzlose en in 1908 adviseerde de commissie om het wapen in gebruik te nemen. Het wapen was dan wel van een mindere kwaliteit dan de andere wapens, maar ook veel goedkoper: 1500 gulden per stuk, tegenover 3000 gulden van de Spandau. Ook waren er een paar andere factoren die goed van pas kwamen. Zo had het wapen een gering aantal onderdelen en was het makkelijk te demonteren. Het was in 1908 al een verouderd wapen. Het water in de koelmantel moest regelmatig worden ververst, omdat het anders ging koken en het wapen onbruikbaar zou worden. De olie (die op de patronen werd gespoten door een ingebouwde oliepomp, zodat ze niet vast kwamen te zitten) veroorzaakte ook redelijk wat rook, waardoor het wapen makkelijk te ontdekken was. Volgens de fabriek was de vuursnelheid rond de 530 schoten per minuut, maar in werkelijkheid kwam het wapen niet boven de 450 schoten per minuut uit.
Het wapen werd in 1908 aangekocht en kreeg dus als benaming 'M.08'. Net als de geweren van het Nederlandse leger had het een kaliber van 6,5 mm; de lopen van de mitrailleurs werden echter later omgeboord tot 7,92 mm. Het leger kocht in 1910 75 stuks, 56 stuks in 1911 en in 1913 kwamen daar nog eens 55 stuks bij. Nederland had zodoende in 1914 ongeveer 300 stuks van dit wapen ter beschikking. Vanaf deze tijd begon het Nederlandse leger ze zelf te produceren. Dit deed het omdat er problemen waren met de levering van de wapens. Tot 1940 werden er nog eens 2000 stuks geproduceerd, deze kregen de toevoeging '/15': Schwarzlose M.08/15. Uiteindelijk zouden er 2300 stuks klaar zijn voor gebruik in de meidagen van 1940. Ook werden de wapens gebruikt in kazematten. In de zogenoemde 'G-kazemat' werd er een speciale affuit gebruikt en werd er een pantsermantel op de loop bevestigd.

## Afbeelding
De afbeelding in de infobox toont niet de Nederlandse mitrailleur Schwarzlose M.08, maar de Oostenrijk-Hongaarse mitrailleur Schwarzlose 07/12.